# Rembercourt-Sommaisne
Rembercourt-Sommaisne é uma comuna francesa na região administrativa de Grande Leste, no departamento de Meuse. Estende-se por uma área de 22,32 km². Em 2010 a comuna tinha 350 habitantes (densidade: 15,7 hab./km²).